# Salesi Sika
Pas d'image ? Cliquez ici

a Compétitions nationales et continentales officielles uniquement.

b Matchs officiels uniquement.
Dernière mise à jour le 28 décembre 2017.
Charles Salesi Sika, né le 13 mai 1976 à Haveluloto (Tonga), est un joueur de rugby à XV international américain d'origine tongienne, évoluant aux postes de centre ou ailier. Il mesure 1,87 m pour 110 kg.

## Carrière

### En club
- Jusqu'en 2005 : Brigham Young University (USA)
- 2006-2008 : AS Béziers Hérault (Championnat Pro D2).
- 2008-2010 : Castres olympique (Championnat Top 14).

### En sélection nationale
- 22 sélections avec les États-Unis entre 2003 et 2009.
- 5 essais marqués (25 points).

- Participation à la Coupe du monde de rugby 2003 (3 matchs, 2 comme titulaire), à la Coupe du monde de rugby 2007 (4 match, 4 comme titulaire).